# هولدا بيرغر
هولدا بيرغر (بالإنجليزية: Hulda Berger)‏ هي متزلجة فنية أمريكية، (و. 1891 – 1951 م).